# Slavín (památník)
Slavín je památník nacházející se vysoko nad Bratislavou, v části Slavín jejího Starého Města. Připomíná sovětské vojáky padlé ve 2. světové válce. Od roku 1961 je slovenskou národní kulturní památkou. Dne 4. dubna, v den výročí osvobození Bratislavy, se na tomto místě vzdává pocta padlým sovětským vojákům. Tradičně se pamětní ceremonie zúčastňuje i prezident Slovenské republiky.

## Popis a historie
Slavín se nachází na předhůří Malých Karpat a představuje jednu z turistických atrakcí Bratislavy. Je vyhledávaným místem pro svoji polohu, protože je z něho dobrý výhled na celou Bratislavu.
Ze tří kol soutěže o podobu Slavína vyšel vítězně návrh Jána Svetlíka ve spolupráci s kolektivem výtvarníků Tiborem Bártfayem, Jozefem Kostkou, Rudolfem Pribišem, Jánem Kulichem, Ladislavem Snopkem, Alexandrem Trizuljakem, Jurajem Krenem a Deziderem Castiglionem.
Celá koncepce respektuje dřívější hroby padlých vojáků. Přístup k areálu s dominantou památníku tvoří monumentální schodiště. Sochařské dotvoření prostředí umocňuje vjemový účinek. Vedlejší kompozice je orientovaná na otevřený panoramatický pohled na Bratislavu.

### Monument
Centrální část památníku tvoří obřadní místnost, jejíž vrchní součástí je 39,5 m vysoký monument v tvaru obelisku. Na jeho vrcholu se nachází socha sovětského vojáka vztyčujícího vlajku od slovenského sochaře Alexandra Trizuljaka. Stěny obřadní místnosti jsou zhotoveny z mramoru. Jsou na nich vyryta jména slovenských měst a datum jejich osvobození Rudou armádou, i básnický epitaf:

Ty, ktorý vchádzaš sem odožen bôľ a súcit

nech kropky tvojich sĺz nezvonia o mohyly

za hrdosť človeka za život ľudstva súci

za tvoju jasnú tvár my smrť sme podstúpili.

Bronzové kazetové dveře vzpomínkové síně zdobí reliéfy R. Pribiše.

### Areál
V areálu památníku sa nacházejí další sochařská díla od mnoha slovenských sochařů 20. století: Tibora Bártfaya (sousoší Nad hrobom spolubojovníka), Jána Kulicha (sousoší Po boji), Jozefa Kostky (sousoší Vďaky) a Jána Svetlíka. Při vstupu do areálu je vidět reliéf Prísaha na bojovú zástavu Ladislava Snopka. 
Slavín je místem, na které se v socialistickém Československu často přicházely poklonit zahraniční delegace. V současnosti je navštěvován, často i neoficiálně, některými zahraničními státníky ze zemí, které byly součástí bývalého Sovětského svazu.
Přijíždějí i příbuzní zde pohřbených sovětských vojáků: položit kytičku, rozsypat hlínu z rodné země a poklonit se. Díky zpřístupnění sovětských válečných archivů týkajících se ztrát a jejich zveřejňování v oficiální digitální databázi Memorial mají občané ze zemí bývalého SSSR možnost najít místo hrobu svého příbuzného, padlého sovětského vojáka. Proto přijíždějí na vojenské hřbitovy častěji než dříve.

### Významné události
V roce 2005 Slavín navštívil ruský prezident Vladimir Putin při příležitosti svojí návštěvy Slovenska v rámci schůzky s Georgem Bushem. 

## Slavín dnes
Ve všech šesti sektorech masových hrobů vznikají deformace terénu. Zemina v hrobech na Slavíně zvětrává. Pokles však není nebezpečný, jde spíše o estetickou záležitost. Statik upozornil na fakt, že situace v podzemí by mohla ohrozit bezpečnost celého památníku. Z těchto důvodů bylo podzemí památníku rekonstruováno.

## Fotogalerie

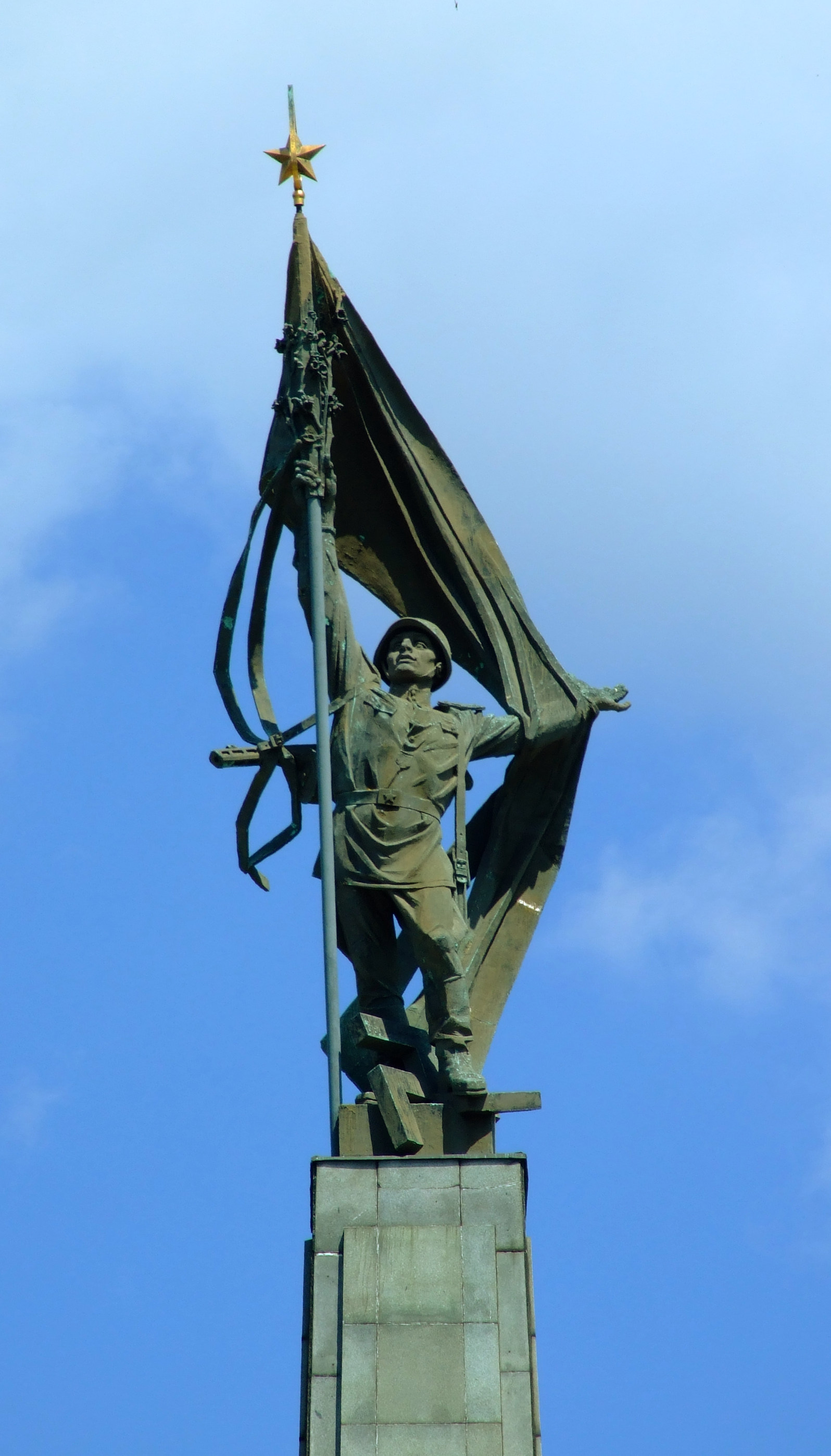
Socha rudoarmějce
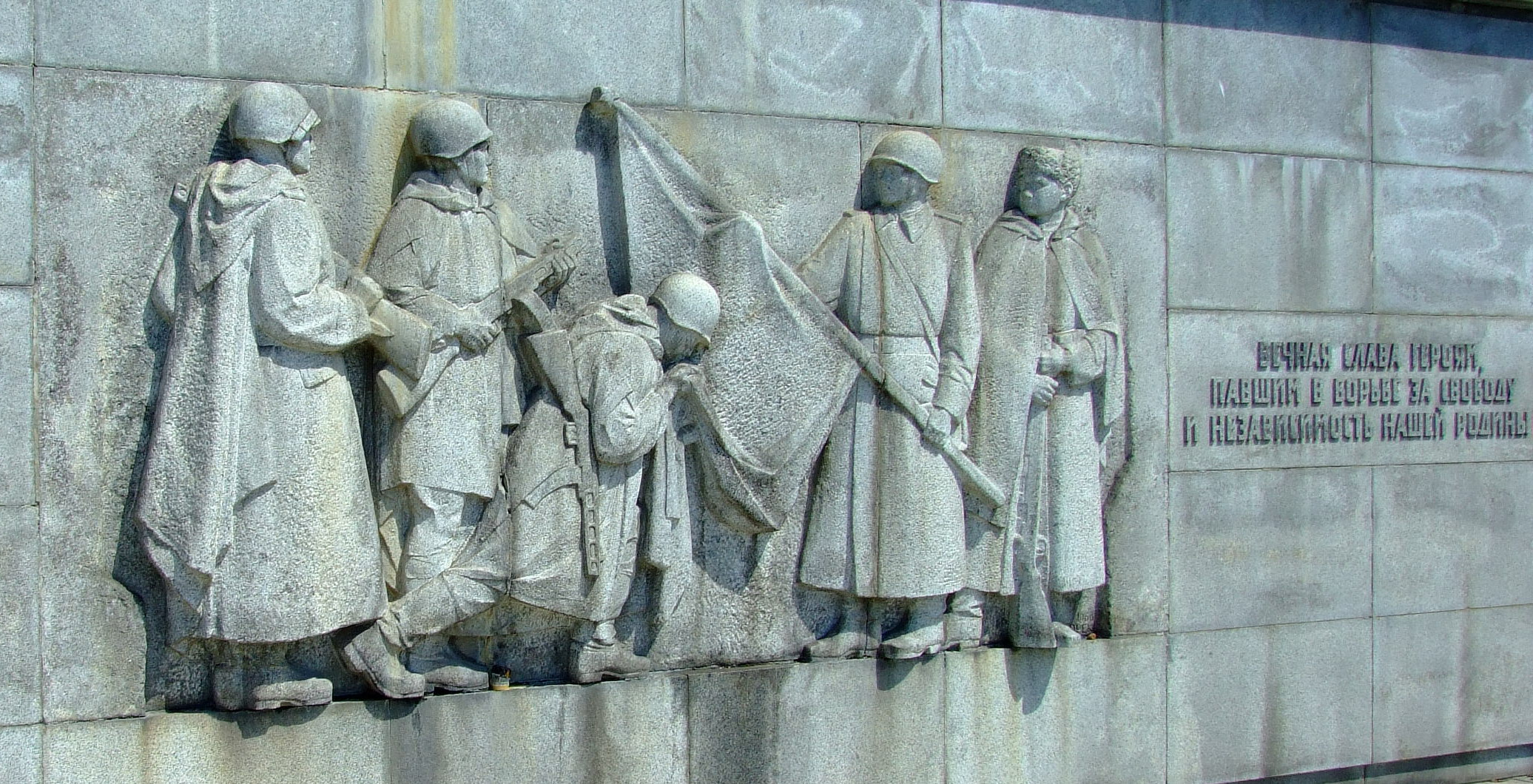
Reliéf se sovětskými vojáky
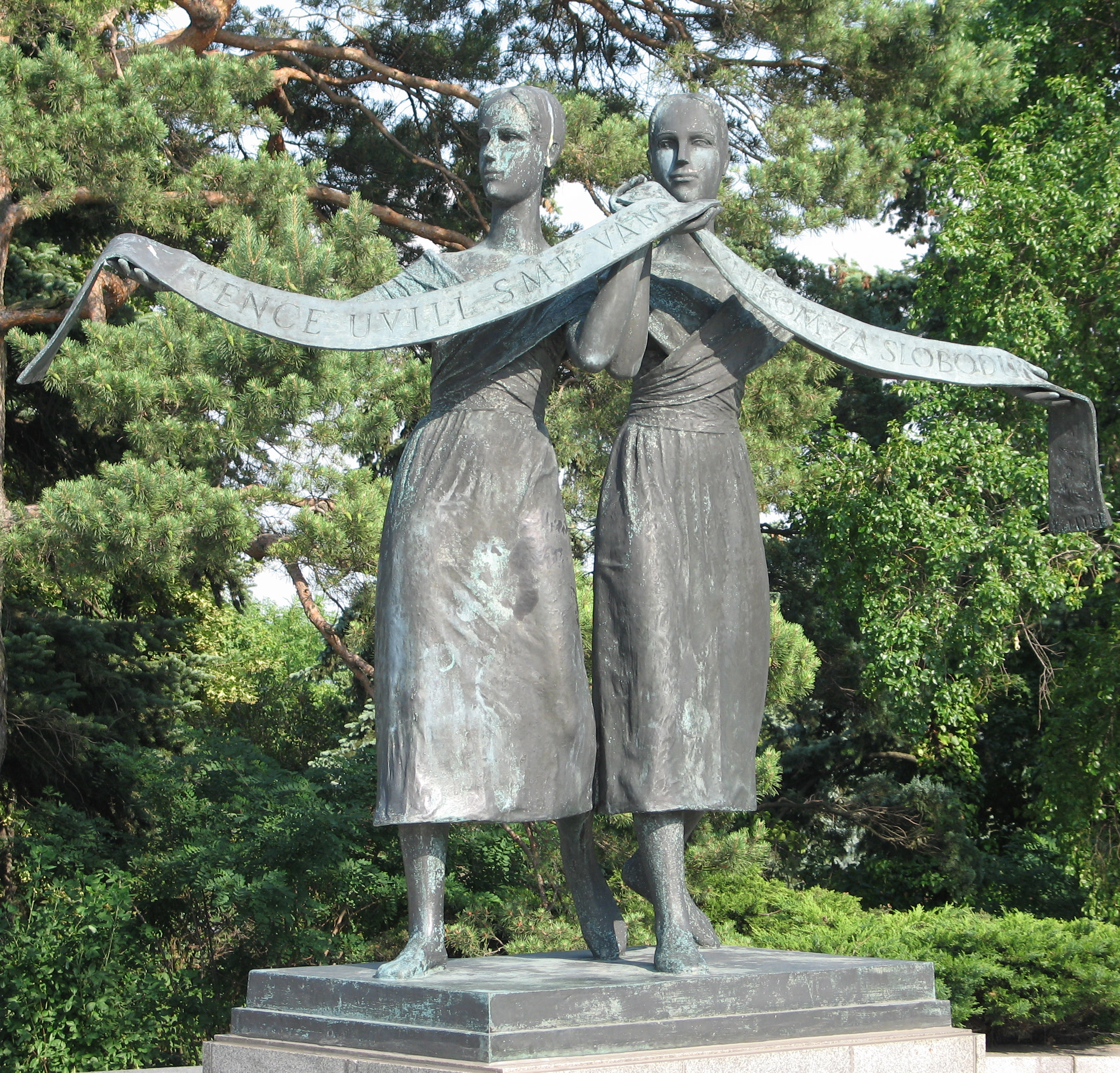
Bronzové sochy
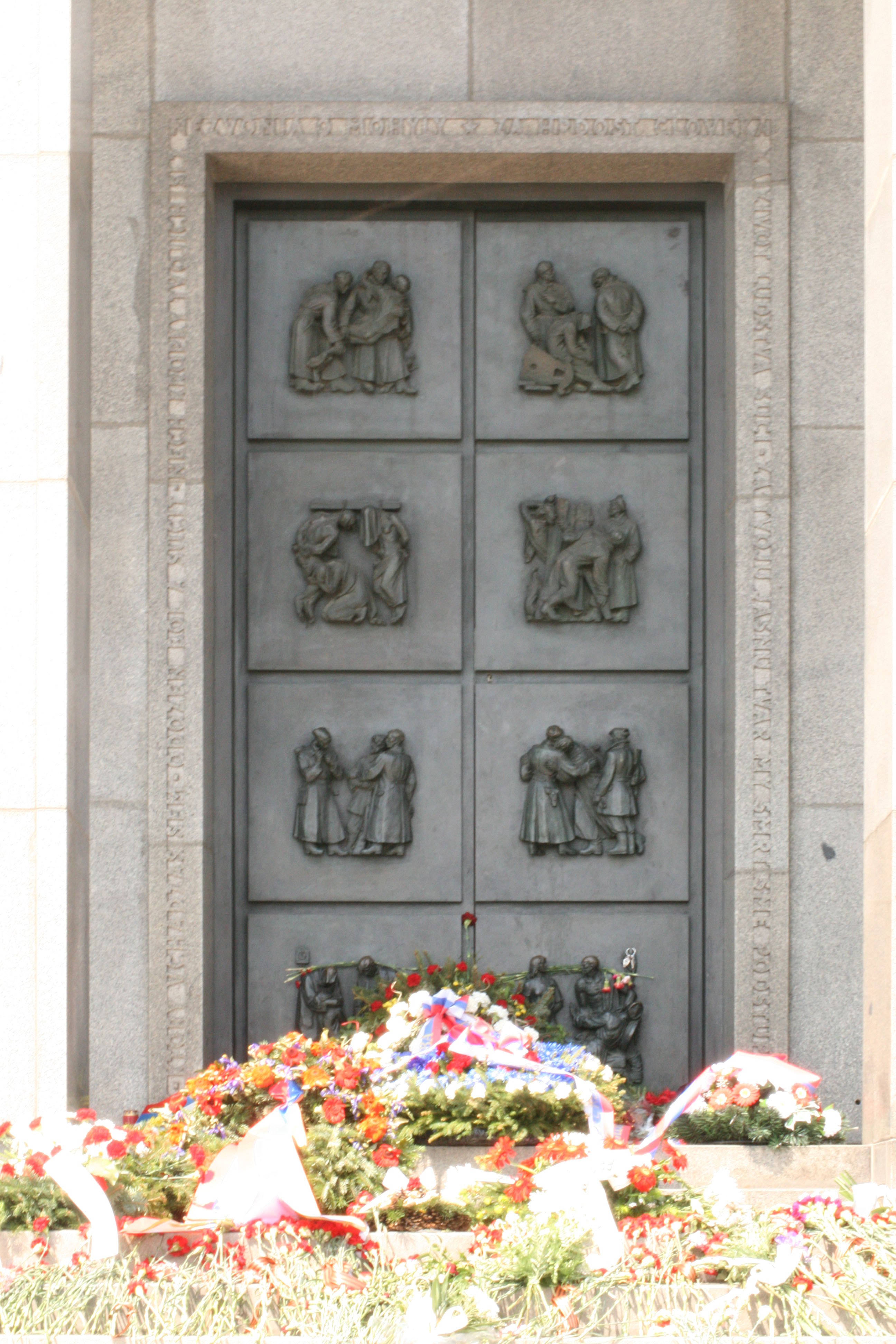
Dveře do síně s reliéfy
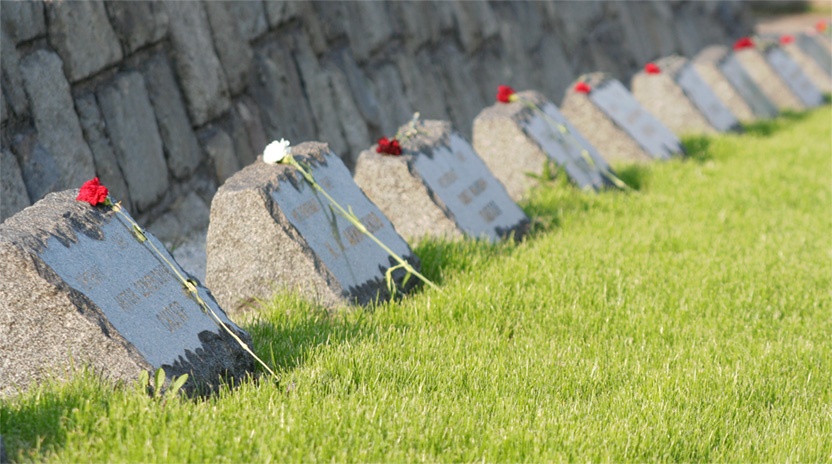
Květiny na hrobech, 4. duben
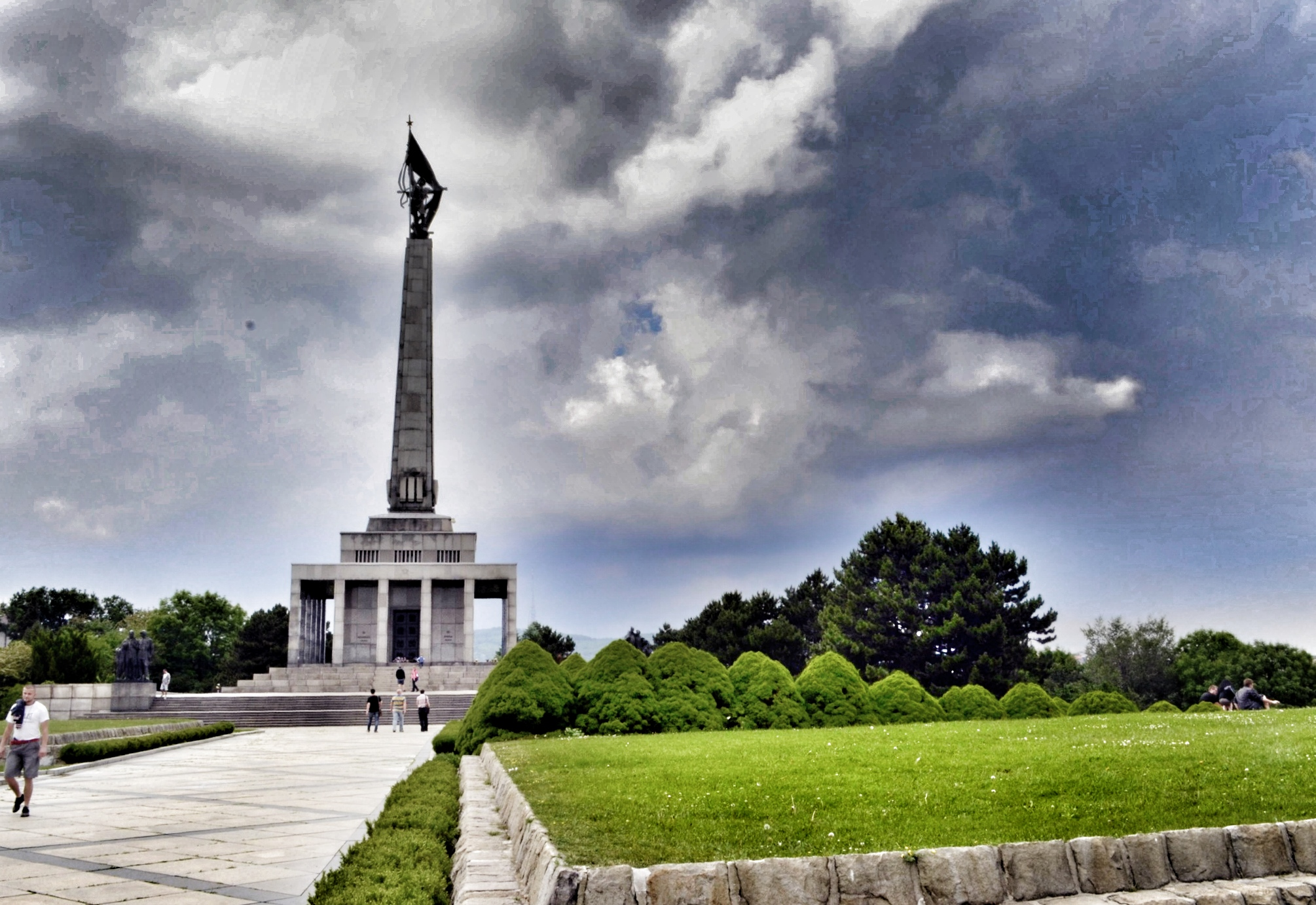
Slavín v roce 2012
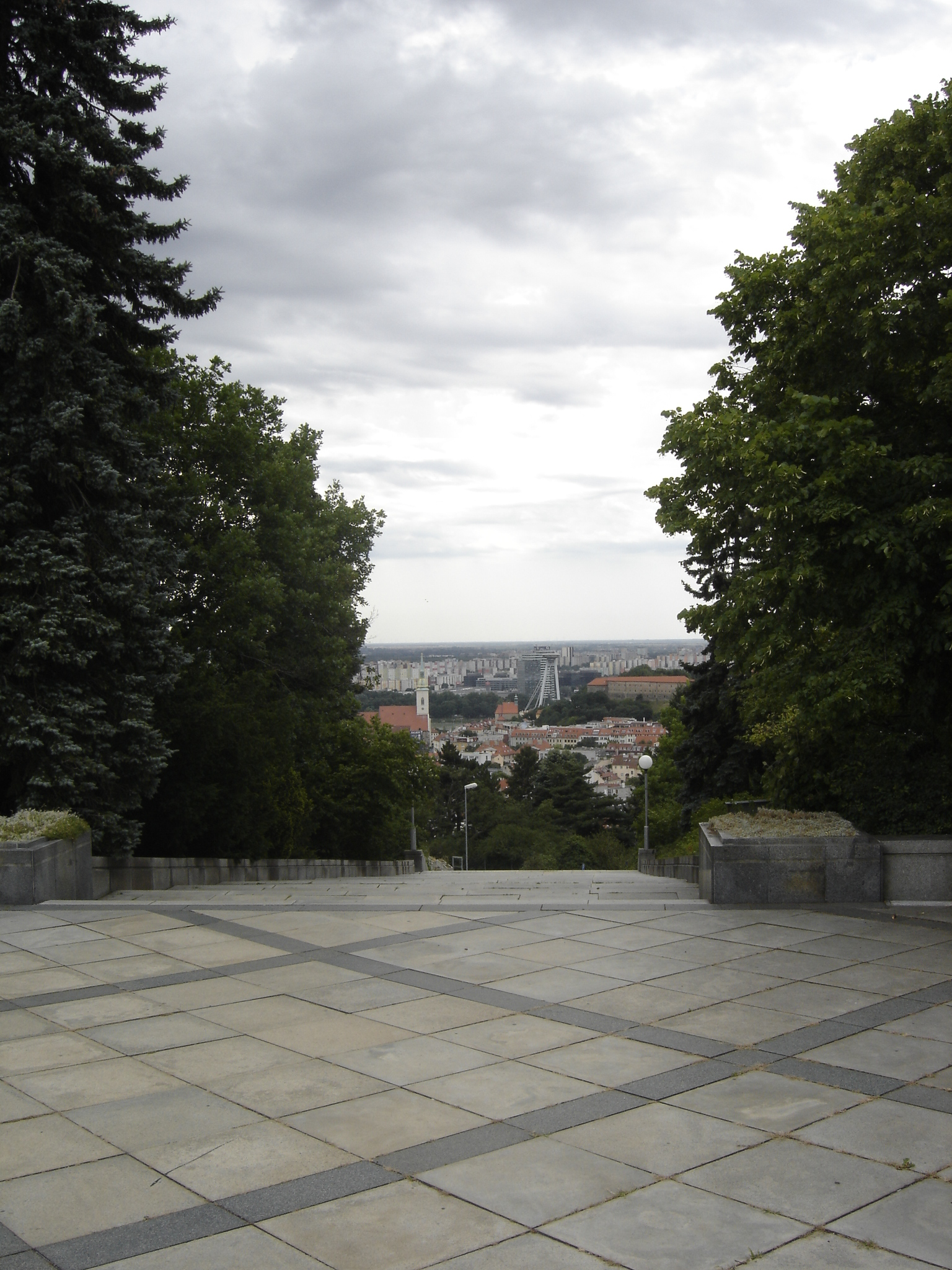
Výhled na Bratislavu
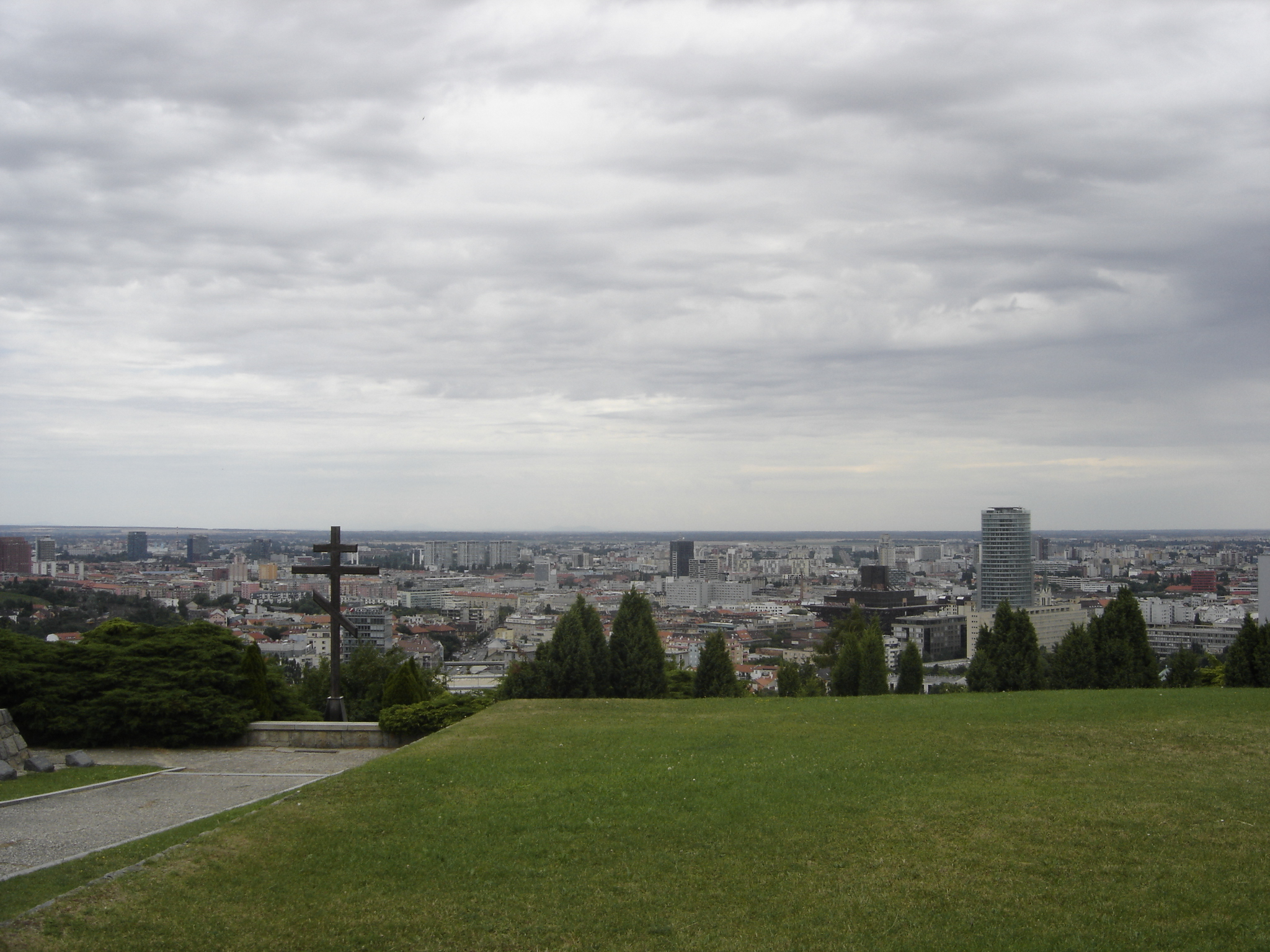
Výhled na Bratislavu